# 渡辺万美
渡辺 万美（わたなべ ばんび、1989年9月15日 - ）は、日本のグラビアアイドル、ヌードモデル、ジェンダーフリーブランドBushy Park（ブッシー・パーク）の社長。本名、渡辺 花穂。東京都出身。

## 略歴
以前の所属はサンズエンタテインメント（2009年12月31日まで）→スターポリス。
高校3年生だった当時の2007年10月16日に本名で出場したトリンプ・インターナショナル・ジャパン主催のヒップコンテスト「ショウ・ミー・ユア・スロギー」日本大会で優勝者に選ばれ、「日本一のお尻美人」として注目された。この出場直前には、整髪するために高温にしていたヘアーアイロンに誤って座り、尻の右下にやけどの痕を残すというアクシデントもあった。そして同年10月31日にドイツのミュンヘンで行われた同じコンテストの世界大会に進出したが、受賞は叶わなかった。
この日本大会が、特別審査員を務めていたサンズエンタテインメント社長の野田義治のプロデュースによる芸能界デビューが約束されたものであったため、この年の11月5日にサンズと契約。そしてこの10日後に受けたというオーディションから、『あしたの、喜多善男〜世界一不運な男の、奇跡の11日間〜』（関西テレビ制作・フジテレビ系）のレギュラー出演者に抜擢、この作品が初テレビ出演にして初レギュラーとなった。本人は栗山千明のファンでもあり、本作で共演することも実現した。グラビアデビューは『月刊プレイボーイ』だった。
通っていた高校は芸能活動を禁止していたため自主退学し、転校した。
これ以前にも、ミュージカル『アニー』のオーディションに何回か応募したことがあったが、合格しなかった。その後もミュージカル出演への意欲は強く、サンズを所属事務所に選んだ理由も『グラビアだけではなく、ミュージカルのようなこともやっていたりするから』ということである。
2010年1月21日のブログにてサンズエンタテインメントとの契約を終了したことを発表した。今後は歌手を目指して活動していく予定だったが、2013年にスターポリスと契約し活動再開。同年9月、光文社「FLASH」主催のオーディション『ミスFLASH2014』にエントリーされファイナリストまで進出するが、グランプリ受賞は果たせなかった。
2018年に28歳で初めてヌードを披露した。初公開は同年5月7日発売の雑誌『週刊現代』（講談社）の袋とじヘアヌードグラビア。また、これに続いて「約10年ぶり」となる写真集が同社から発売されることも発表された。
2019年3月より米雑誌「PLAYBOY」のプレイメイトに就任。
2019年8月、ジェンダーフリーなアンダーウェアブランド『Bushy Park 〈ブッシーパーク〉』を本格的にスタート。。
2021年２月発行、森山大道の写真集「Orizuru」の被写体に抜擢。ハッセルブラッド国際写真賞受賞者・森山大道氏の、自発的にヌードをモチーフとして制作された、初の写真集。。

## 人物
- 趣味は音楽鑑賞、ミュージカル観賞[3]。
- 得意なスポーツは剣道[3]。学生時代、「千歳船橋の四天王」と呼ばれていた[18]。
- 弟がいる。
- 2歳の頃に祖母からもらったペンギンのぬいぐるみ「ペンペン子」がなければ眠れない[19]。
- 1歳下の柳英里紗[20]や湯川舞[21]と仲が良く、湯川とは日テレジェニック2013で共闘したこともある[21]。

### 芸名について
『万美』という名前は元々、イタリア料理店で働いていた父親が「子供」を意味する「バンビーノ（Bambino）」というイタリア語に因んで命名しようとしたが、周囲の反対に遭い、これは叶わなかったという。そこで本人が、芸能界入りを後押ししてくれた父へ恩返しする意味も込めて事務所に「この芸名で」ということを直訴したとのことである。

## 作品

### 映像作品
1. バンビーナ（2008年5月21日、ビーエムドットスリー）
2. 恋のライバル〜姉編〜（2008年8月29日、リバプール）
3. Bambitious-バンビの野望-（2008年11月19日、学習研究社）
4. 恋のライバル〜妹編〜（2009年2月27日、リバプール）
5. バンビスタイル★（2009年5月25日、エアーコントロール）
6. メロメロ～ン（2009年8月25日、エアーコントロール）
7. gravity -甘美な享楽-（2014年8月5日、マックス）
8. 天然果実　渡辺万美　ブルーレイ（2015年8月28日、グレイトワークス）
9. 天然果実 ～裏バージョン～（2015年11月13日、グレイトワークス）

## 出演

### 映画
- うたかた（2008年12月13日） - 主演
- MAKE THE LAST WISH（2008年）
- 東京島（2010年8月28日） - シシー 役
- こえをきかせて（2019年4月6日） - 主演 ハルカ 役
- JOINT（2021年11月20日）

### テレビドラマ
- あしたの、喜多善男〜世界一不運な男の、奇跡の11日間〜（2008年1月 - 3月、フジテレビ/関西テレビ）
- 太陽と海の教室 第4話（2008年8月11日、フジテレビ） - 清花 役
- 33分探偵 第7話（2008年9月13日、フジテレビ）
- 連続テレビ小説「つばさ」（2009年5月4日、NHK）- グラビア写真の若い女 役
- 連続テレビ小説「あまちゃん」（2013年6月20日/26日、NHK）- チャンピオン 役
- 大河ドラマ「軍師官兵衛」（2014年、NHK）[1]
- 真夜中ドラマ「歌舞伎町弁護人 凛花」第2話（2019年4月、BSテレ東）- ゴールドエンジェル・キャバクラ嬢 由梨 役

### バラエティ
- 踊る!さんま御殿!! （2009年2月3日・8月25日、日本テレビ）
- アイドルの穴〜日テレジェニックを探せ!〜（2013年7月、日本テレビ） - 日テレジェニック2013候補生として参加するも、49位で落選

### ラジオ
- Rainbow Kiss（ - 2009年12月、Kiss-FM KOBE）
- はるな愛のよろしく!グラビアンナイト（ニッポン放送） - 準レギュラー

### 舞台
- まいっちんぐマチコ先生2（2013年11月19日 - 24日、シアターKASSAI） - 山口レイカ 役[22]

### インターネットテレビ
- アイパイ★ちゃんねる生放送（2009年2月26日、ニコニコ動画 アイパイ★ちゃんねる）

### 携帯サイト
- アイドルがイッパイ （アイパイ）

## 書籍

### 写真集
- Bambitious -バンビの野望-（2008年11月19日、学習研究社、撮影：飯塚昌太）ISBN 978-4-05-403785-4
- BAMBI（2018年6月29日、講談社、撮影：笠井爾示）ISBN 978-4065124451
- rabbit（2020年3月6日、講談社、撮影：小林修士）ISBN 978-4065193433